# Etheostoma bison
Etheostoma bison är en fiskart som beskrevs av Patrick A. Ceas och Page, 1997. Etheostoma bison ingår i släktet Etheostoma och familjen abborrfiskar. Inga underarter finns listade i Catalogue of Life.